# Les Aventures de Zadig
Pour plus de détails, voir Fiche technique et Distribution.
Les Aventures de Zadig est un téléfilm français réalisé en 1970 par Claude-Jean Bonnardot. C'est, entre autres, dans cette fiction que Gérard Depardieu fera ses débuts à la télévision. C'est une adaptation du conte de Voltaire.

## Résumé
Au temps du roi Moabdar, à Babylone, un jeune homme Zadig subit maintes mésaventures, ce qui lui donne l'occasion à chaque fois de philosopher.
Après avoir connu de nombreuses infortunes, Zadig désespère de trouver la paix quand un ermite lui révèle enfin le secret du bonheur : la soumission aux règles de la Providence. Cette adaptation du Zadig de Voltaire met en valeur les idées de l'écrivain : scepticisme envers la Providence ; absurdité des religions ; méfaits du fanatisme ; médiocrité de l'homme.

## Distribution
- Gérard Depardieu : Zadig
- Florence Giorgetti : Azora
- Élisabeth Depardieu : Semire
- Jean Moussy : Cador
- Fernand Berset : Moabdar
- Milarka Steen : Astarte
- Juliette Mills : Almona
- Daniel Kamwa : Hossein
- Gib Grossac : Arbogad
- Gisèle Grimm  : Missouf
- Bernard Cara : Setoc
- Jacqueline Danno : la mendiante
- Guy Naigeon : le marchand d'esclaves
- Johnny Cacao : le nain
- Pierre Arditi
- Roger Mirmont